# Manfred Gsteiger
Manfred Gsteiger (* 7. Juni 1930 in Twann, Kanton Bern; † 21. Januar 2020 in Neuenburg) war ein Schweizer Lyriker, Romancier, Essayist, Literaturwissenschaftler und Übersetzer.

## Leben
Gsteiger studierte Romanistik an der Universität Bern und an der Pariser Sorbonne. Er promovierte 1958 mit einer Arbeit über Chrétien de Troyes. Von 1967 bis 1992 war er Dozent für Literaturwissenschaft an der Universität Neuenburg. Ab 1972 war er ausserordentlicher Professor und von 1981 bis 1996 ordentlicher Professor für Vergleichende Literaturwissenschaft an der Universität Lausanne. Gsteiger beschäftigte sich vor allem mit der deutsch- und französischsprachigen Schweizer Literatur. Als Übersetzer bearbeitete er französische Werke aus dem 13. bis 20. Jahrhundert.
Er heiratete 1956 die Keramikerin Pierrette Favarger (1924–2015).

## Werke (Auswahl)

### Literarische Werke
- Flammen am Weg. Gedichte. Tschudy, St. Gallen 1953
- Inselfahrt. Gedichte. Tschudy, St. Gallen 1955
- Spuren der Zeit. Gedichte. Tschudy, St. Gallen 1959
- Zwischenfrage. Gedichte. Tschudy, St. Gallen 1962
- Ausblicke. Gedichte. Speer, Zürich 1966
- Den Vater begraben. Roman. Zytglogge, Gümligen 1993, ISBN 3-7296-0448-1.

### Essays und wissenschaftliche Werke
- Die Landschaftsschilderungen in den Romanen Chrestiens de Troyes. Literarische Tradition und künstlerische Gestaltung. Francke, Bern 1958 (Dissertation)
- Literatur des Übergangs. Essays. Francke, Bern 1963
- Poesie und Kritik. Betrachtungen über Literatur. Francke, Bern 1967
- Westwind. Zur Literatur der französischen Schweiz. Kandelaber, Bern 1968
- Französische Symbolisten in der deutschen Literatur der Jahrhundertwende. Francke, Bern 1971, ISBN 3-7720-0923-9.
- Die zeitgenössischen Literaturen der Schweiz. Kindler, München 1974, ISBN 3-463-22004-0.
- Wandlungen Werthers und andere Essays zur vergleichenden Literaturgeschichte. Francke, Bern 1980, ISBN 3-7720-1503-4.
- Einstellungen. Notizen und Feuilletons. GS, Zürich 1982, ISBN 3-85842-057-3.
- (Hrsg., mit Peter Utz): Telldramen des 18. Jahrhunderts. Haupt, Bern 1985, ISBN 3-258-03492-3.
- (Hrsg.): Träume in der Weltliteratur. Manesse, Zürich 1999, ISBN 3-7175-1938-7.
- (Hrsg.): Schiffe in der Weltliteratur. Manesse, Zürich 2001, ISBN 3-7175-1968-9.
- Die Schweiz von Westen. Beiträge zum kulturellen Dialog. Lang, Bern 2002, ISBN 3-906769-33-X.

### Übersetzungen
- Rutebeuf: Das Mirakelspiel von Theophilus. Eirene, St. Gallen 1955
- Französische Gedichte aus neun Jahrhunderten. Lambert Schneider, Heidelberg 1959; 2. A. Winkler, München 1977, ISBN 3-538-06547-0.
- Frédéric Mistral: Seele der Provence. Mireille. Scherz, Bern 1959
- Pierre Reverdy: Die unbekannten Augen. Gedichte und Aufzeichnungen. Kandelaber, Bern 1969
- Auguste de Villiers de L’Isle-Adam: Die künftige Eva. Roman. Manesse, Zürich 2004, ISBN 3-7175-2034-2.